# نسپکی
نسپکی (به چکی: Nespeky) یک منطقهٔ مسکونی در جمهوری چک است که در ناحیه بنشوو واقع شده‌است. نسپکی ۴٫۹۷ کیلومتر مربع مساحت و ۶۰۲ نفر جمعیت دارد و ۲۶۷ متر بالاتر از سطح دریا واقع شده‌است.